# Cussonia transvaalensis
Cussonia transvaalensis es una planta de la familia Araliaceae, nativa de Transvaal, Sudáfrica.

## Descripción
Es un arbusto o árbol que puede crecer hasta 5 m de altura. De la corona brotan ramas con las hojas, de color verde grisáceo o azulado, digitadas, con 7 a 9 folíolos cada una. La floración es terminal en umbrelas con 7 a 11 espigas de 11,5 a 15 cm de largo y flores verdosas. Los frutos son drupas cóncias de color púrpura y 10 mm de longitud.

## Usos
Es usada frecuentemente como planta ornamental. Las raíces son suculentas y comestibles. Las raíces maceradas han sido utilizadas por la medicina tradicional en el tratamiento de la malaria. La madera es blanda y se ha utilizado para la fabricación de frenos para los carros tirados por bueyes.

## Taxonomía
El género fue descrito por William Frederick Reyneke y publicado en South African Journal of Botany 3: 368. 1984.
Etimología
Cussonia: nombre genérico otorgado en honor del botánico francés Pierre Cusson (1727–1783).
transvaalensis: epíteto geográfico que alude a su localización en Transvaal.